# Consejo Nacional de Cultura
El Consejo Nacional de Cultura (CNC) fue un organismo español de carácter consultivo en materia de educación establecido en septiembre de 1932, mediante ley, por la Segunda República Española.

## Historia
Creado en 1932, vino a reemplazar al Consejo Nacional de Instrucción Pública, creado en la década de 1920. La Segunda República Española le dio un pequeño incremento en sus atribuciones.

#### Secciones técnicas
Se constituyeron secciones técnicas de las que formaron parte Antonio Prieto Vives, Anselmo Cifuentes Pérez de la Sala, Enrique Mackay Monteverde, Juan Usabiaga Lasquivar, Manuel Álvarez Ugena, Carlos Masquelet Lacaci y Eugenio Ochoa Teodoro, director de la Escuela de Comercio de Madrid.
El 25 de octubre dimitió como consejero Galo Sánchez Sánchez y el.  9 de noviembre de 1932 dimitió como consejero Lorenzo Luzurriaga Medina. El 11 de noviembre Galo Sánchez fue sustituido por Leopoldo García-Alas García-Argüelles, catedrático de Derecho y rector de la Universidad de Oviedo.
También fueron consejeros Enrique Rioja Lo-Bianco, Rubén Landa Baz y Joaquín Álvarez Pastor.

## Consejeros
Nombrados por seis años, renovables por mitades cada tres, los consejeros estaban asignados a una de las cinco secciones.
- Américo Castro Quesada
- Pedro Aguado Bleye
- Antonio Prieto Vives
- Enrique Mackay Monteverde
- Juan Usabiaga Lasquivar
- Manuel Álvarez Ugena
- Carlos Masquelet Lacaci
- Eugenio Ochoa Teodoro
- Obdulio Fernández Rodríguez
- Anselmo Cifuentes Pérez de la Sala
- Amós Salvador Carreras
- Aurelio Arteta Errasti
- José Martínez Ruiz
- Miguel Artigas Ferrando